# 列衣乡
列衣乡，是中华人民共和国四川省甘孜藏族自治州巴塘县下辖的一个乡镇级行政单位。

## 行政区划
列衣乡下辖以下地区：
仲堆村、自热村、热乃村和列西村。